# Monasztikus rendek
A monasztikus rendek a keresztény szerzetességben olyan rendek, melyeknek egyes házait, monostorait, apátságait csak laza szálak (ún. monasztikus kongregációk) fűzik egybe, mindegyik szinte önálló (és önellátó), független életet él; tagjai a világtól elvonulnak („fuga mundi”), apostoli feladatot eredeti formájukban nem vállalnak, fogadalmukkal meghatározott helyhez kötik le magukat; közös vonásuk a szabályzatuk szerint különböző mértékű, de hangsúlyos szemlélődés, a közös élet, az egyéni és közösségi zsolozsma (kar-ima), az ünnepélyes fogadalom.
A monasztikus rendeket a különböző fokú klauzúra (elzártság)  is jellemzi. A női rendekre mindig is fokozottabban érvényesített, fokozatos szigorítás (6–18. század) után 1969-ben a klauzúrára vonatkozó követelmények enyhültek, rugalmasabbá váltak. A klauzúra legszigorúbb alkalmazása a remeteség hagyományait őrző kamalduli és a karthauzi rendnél figyelhető meg.

## A monachizmus
A monasztikus vagy monachus vagy monakhosz a szerzetesség vagy remeteség életformájának tagja volt. A monasztikus szerzetesség ma a vallásos élet egy általában olyan önkéntes formája, mely során az egyén lemond a saját tulajdonáról, világi igényeiről és követeléseiről, anyagi javairól, és önmagát teljesen a szellemi, spirituális életnek, vallási elmélkedésnek szenteli; esetleg az aszkézis különböző módjait is gyakorolja eközben. 
A monachizmus ma egyet jelent a regulát követő, imának és elmélkedésnek szentelt élettel, társulva a regulák szerinti, „Isten jelenlétében” végzett kemény munkával („ora et labora”), s fogadalmuk szerint a monasztikus erények, a tisztaság, a szegénység, az engedelmesség (alázat) szüntelen gyakorlása. A „monasztikus hagyományokhoz való visszatérés” kifejezés azt a koronként felelevenedő törekvést jelenti, mely az evangéliumi élet korai egyházatyák, rendalapítók által rögzített eszmeiségéhez és életideáljához való újbóli közeledést célozza. 

## Etimológia
A görög eredetű szó (μοναχός), a monakhosz és az ebből származó latin monachus jelentése „magányos, egyedül álló”  és arra a személyre alkalmazható, aki cölibátusban, illetve házastárs nélkül egyedül marad, és „Istennel köt házasságot”.
A μοναζόντες szó első előfordulása keresztény papirusztekercseken 324-re, illetve 334-re tehető. A magányosan élők megnevezésére használták, jelentése pedig „azok, akik egyedül élnek”, de van szír gyökerekre visszamenő értelmezési lehetőség is, amelyben a szó eredetileg a szorosan Krisztus-követőt jelenti. A kifejezést Atanáz patriárka Remete Szent Antalról írt görög nyelvű, és számos másolatban elterjedt életrajza tette közkeletűvé, majd Jeromos latin fordításában rögzült a latinizált változat: monachos/monachus.
Jeromos szerint egyedül élőt jelent, más magyarázat szerint belsőleg egységeset, vagy egyetértőt, illetve az egyszülött követőjét.

### A fogalom tartalmi változásai
A 4. századtól a nyugati kereszténységben a „magányos”, „egyedüli” jelentésben terjedt el a monakhosz szó használata.
Cassianus és Jeromos szerint az az ember, aki egyedül él Istennel.
Ágostonos értelemben már nemcsak a remetéket, magányban élő anakhórétákat, hanem a közösségben élő cenobitákat is jelenti.
A középkor folyamán megmaradt a kétféle értelmezés, de a hangsúly egyre inkább a magányban, világtól elszakadva élő emberre tolódott el.
A monasztikus élettel kapcsolatban Jeromos háromféle típust sorol fel :
- anakhóréták, akik a sivatag magányában élnek,
- cenobiták, akik közösséget alkotnak,
- remobothok, a csavargó, léhűtő életet élő monachusok. [10]

Cassianus ugyanezt a három típust sorolja fel, de harmadiknak a szarabaitákat nevezi.
Nursiai Benedek a regulájában a felsorolást kiegészíti egy negyedikkel, akiket girovágusok-nak (vándor monachusok) nevez, és így ecseteli őket:
„Ezek egész életükön át más-más tartományban élnek, három-négy napon majd ebbe, majd abba a kolostorba szállnak vendégül. Mivel folyton csavarognak, soha meg nem állapodnak, saját akaratuknak és a torkosság ingereinek szolgálnak, minden tekintetben rosszabbak a szarabitáknál.” 
A monasztikusok között külön csoportot alkotnak azok az aszkéták, akik nem szükségképpen vonulnak ki a világból.
Magyar nyelvünkben hiányzik a szó a monasztikus szerzetes jelölésére. A latinra megy vissza az olasz monaco, a német Mönch, az angol monk, a francia moine, a lengyel mnich szó. Nőnemben: monacha, monaca, Nonne, nun, moniale, mniszka. E kifejezések ősi alapítású, klauzúrás monostorok lakóira értendők.

## Előzmények, antik szerzetesség
A korai keresztény szerzetesség a szellemi vezetés és irányítás legalább két korábbi hagyományának ötvözését jelenti. A keresztény szerzetesség kettős forrásozású, az aszkéta (vezeklő) életeszmény több úton valósult meg, a remete (eremita, anakhoréta) és a cenobita életmód fokozatos kiforrása, ötvözése.
Mindegyik tartalmazta a ritkább, időnkénti együttimádkozást, szemlélődést, vagy éppen fegyelmezett, szabályok szerinti együttélést vagy együttműködést is.

## Keleti szerzetesség (monasztikus előzmények)
Az őskereszténység aszkétáiról Órigenész szolgál másodlagos forrásból származó adatokkal. A 230-as években caesareai keresztény oktatóként tanítványait már egyféle vallási közösségbe szervezte.
Az ős-remeték legismertebbike Remete Pál (aki körül közösségek települtek le) és Remete Antal. Ekkorra már körvonalazódni kezdtek a monachizmus intézményi keretei, ugyanis tanításai révén létrehozott már valamiféle egységet követői között. 
Antal tanítványai három központot alapítottak az aszkéták számára a Nílus deltájától nyugatra, az Alexandria és Kairó közötti térségben. (Szent Ámon és követői alapították meg 325-ben Nitriát. A Cellák (Kelliá) néhány évvel későbbi alapításúak, amikor Nitria aszkétái ide vándoroltak fokozottabb elszigeteltséget keresvén. Szkétiszt (Scythis) 330-ban alapították Makariosz és társai.
Az első szerzetesi (cenobita) közösséget Pakhomiosz alapította Tabennisziben (Tabenna), és regulát is kidolgozott. Halálakor már kilenc férfi és két női monostor létezett.
Nagy Szent Vazult a keleti szerzetesség alapítójának tekintik, szabályzata a keleti ortodox egyházra (de Szent Benedek közvetítésével a nyugati szerzetességre is) nagy hatással volt. A keleti keresztény szerzetesség lényegében monasztikus jellegű, mind katolikus vonalon (bazilita, maronita, mechitarista csoportok), mind az orthodox egyházakban.

## Nyugati szerzetesség (monasztikus előzmények)
Mai szerzők szerint a nyugati szerzetesség egyenes folytatása a nyugati aszketizmusnak.
Vercelli-i Szent Euszebiosz püspök klerikusaiból szervezett szerzetesi közösséget Ágostont megelőzve, de a monasztikus élet Szent Ambrussal kezdődött Mediolanumban (városon kívül alapított monostor). Tours-i Szent Márton 361-ben Ligugében megalapította az első európai szerzetes kolostort, majd a remete életmód eszményével Marmoutier monostorát, mely egész Galliára erős kisugárzást gyakorolt.
Hippói Szent Ágoston regulái és Johannes Cassianus marseille-i kolostoralapításai és elméleti írásai voltak nagy hatással, utóbbi szintén Szent Benedek közvetítésével.

## Középkor
A keresztény monaszticizmus alapítójának tekintett Szent Benedek reguláját követő rendek lettek a legelterjedtebb monasztikus rendek: a bencések. A kora középkort vallási tekintetben bencés korszaknak nevezik, ugyanis a Szent Benedeki regula a 7. és a 11. század között (Anianei Szent Benedek tevékenysége és a Cluny monostorból kiinduló megújulási mozgalom hatására is) monopolhelyzetet nyert és az abban felvázolt életmód a hiteles keresztény élet és szentség egyedüli modellje lett.
A Brit-szigeteken Szent Patrik missziós tevékenysége nyomán a monasztikus, sőt a fokozottan aszketikus szerzetesi ideál gyakorolt igen nagy hatást. Szent Kolumba alapításai, (Iona, Bangor monostorai), majd a Patrik halálát követő száz év alatt az egész szigetet beborították a kolostorok. Az 5–6. század az ír szentek virágkora. Szent Kolumbán és tanítványa Szent Gál közvetítésével Galliában is terjedt ez a szerzetesi ideál, Kolumbán később benedeki regulán alapuló, de még szigorúbb regulája (Luxeuil, Sankt-Gallen).
A 10–11. században kezdődött bencés szerzetesi reformmozgalom három alapideált tűzött maga elé, s ezek eltérő hangsúlyozása újabb rendek keletkezését vonta maga után ekkor, majd részben az elkövetkezendő századokban. Az egyik szerzetesi formáció elsősorban a visszatérést hangsúlyozta az ősegyház remetei életmódjához, a sivatagi atyák eszmeiségéhez (ilyenek a kamalduliak, karthauziak, a Szent Ágostoni regulát követő pálosok, utóbbiak 1371. október 17-től jogilag monostorokként működtek, 1770-ben pedig monasztikus renddé nyilvánították házaikat). A másik az apostoli evangelizációra helyezte a hangsúlyt (ezek pl. a koldulórendek vagy egyéb apostoli feladatok: beteggondozás, prédikálás stb. felvállalói). A harmadik a benedeki regulához való szigorú visszatérést szorgalmazta (így a ciszterciek).

## Újkor
Az Egyházi Törvénykönyv beszél a monachusról, amikor megkülönbözteti őket a szabályozott kanonoktól, illetve a monialis-ról, monacha jelentésben. A magyarnak csak az utóbbira van önálló szava: apáca, az előbbit csak szóösszetétellel tudja kifejezni: monasztikus szerzetes.
Az évszázadok alatt a monasztikus rendek köre folyamatosan bővült, illetve változott az őket ért környezeti hivatás-szükségletek által felvetett karizmáik szerint. A pálosok, trappisták, ciszterciek, karthauziak, bencések, karmeliták, ágostonos rendek kontemplatív ága, klarisszák rendjeinek szabályzatába vagy tevékenységi körébe a hangsúlyos, ún. monasztikus-szemlélődő életrend, az életáldozat és engesztelés mellett egyes műveltségterjesztő (gazdasági és művészeti), tudományos, oktató, lelkigondozó tevékenységek is az „ora et labora” kiegyensúlyozott ritmusában bekerültek.

## A monasztikus rendek
Századokon át a monasztikus rend azonos volt a bencésekkel; ma jogi szempontból az alábbi szerzetesrendek nevezhetők monasztikusnak:

### Férfirendek
Férfirendek 1998-ban: 
- antonianusok négy rendje (Ordo Maronita Beatae Mariae Virginis [32 monostor], Ordo Libanensis Maronitarum [70 monostor], Ordo Antonianorum Maronitarum [32 monostor], Ordo Antonianus S. Hormisdae Chaldeorum [5 monostor])
- baziliták öt rendje (Ordo Basilianus Italiae, Cryptoferratensis [5 monostor], Ordo Basilianus S. Josaphat [69 monostor], Ordo Basilianus Ss. Salvatoris Melkitarum [19 monostor], Ordo Basilianus Soaritarum Melkitarum [6 monostor], Ordo Basilianus Aleppensis Melkitarum [12 monostor])
- a bencés konföderáció 22 kongregációja [357 monostor]
- ciszterciek 12 kongregációja [83 monostor]
- hieronimiták(wd) Spanyolországban [2 monostor]
- karthauziak [18 monostor]
- mechitaristák [15 monostor]
- Monachi e Regula Studitarum (alapítva: 1965, ukrán) [2 monostor]
- pálosok [42 monostor]
- trappisták [93 monostor]

### Apácarendek
Apácarendek 1998-ban:
[II. rendi szemlélődő rendek illetve önálló monostorokkal rendelkező intézmények száma: 59]
- Ágoston-rendiek [81 monostor],
- Ágoston-rendiek, Recollecták [39 monostor],
- Ágoston-rendiek, Sarutlanok [7 monostor],
- annunciáták [7 monostor],
- bencések [240 monostor],
- Brigitta-rendiek[25] [12 monostor],
- ciszterciek [66 monostor],
- domonkosok [227 monostor],
- hieronimiták [19 monostor],
- johannita vagy Máltai-rendiek [5 monostor],
- kamalduliak [12 monostor],
- kapucinus klarisszák [152 monostor],
- karmeliták [64 monostor],
- karmeliták, Sarutlanok [877 monostor],
- karthauziak [4 monostor],
- klarisszák [566 monostor],
- klarisszák, Colettinusok [60 monostor],
- klarisszák, Urbanisták [86 monostor],
- maroniták [1 monostor],
- mercedáriusok [9 monostor],
- olivetánus Benedek-rendiek [3 monostor],
- passzionisták [32 monostor],
- paulanusok (minime) [11 monostor],
- premontreiek [6 monostor],
- redemptoristák [33 monostor],
- Szent Ágostonról nevezett Szabályozott Kanonisszák [20 monostor],
- Szent Sír Szabályozott Kanonisszák [30 monostor],
- Szent Viktorról nevezett Szabályozott Kanonisszák [3 monostor],
- szerviták [15 monostor],
- trappisták [64 monostor],
- trinitárusok [20 monostor],
- vallambrózi Benedek-rendiek [4 monostor],
- vizitációsok [154 monostor]